# Brachodes fasciata
Brachodes fasciata is een vlinder uit de familie Brachodidae. De wetenschappelijke naam van de soort is voor het eerst geldig gepubliceerd in 1899 door Otto Staudinger.